# Амаринкей
Амаринкей (др.-греч. Ἀμαρυγκεύς) — персонаж древнегреческой мифологии. Сын Питтия (либо сын Алектора). Вместе с отцом Питтием прибыл из Фессалии в Элиду, где с ним заключил союз Авгий и дал ему участие во власти над Элидой. Отец Диора, участника Троянской войны. Предок Гиппострата. В играх в Бупрасе после его смерти участвовал Нестор. У Квинта Смирнского упомянута могила Амаринка.